# Crystal Bennett
Crystal-Margaret Bennett, OBE FSA (Alderney, Islas del Canal, 20 de agosto de 1918 - Bruton, Somerset, 12 de agosto de 1987) fue una arqueóloga británica. Alumna de Kathleen Kenyon, Bennett fue pionera de la investigación arqueológica en Jordania y fundó el Instituto Británico de Amán para Arqueología e Historia .

## Infancia y educación
Crystal-Margaret Rawlings fue hija de George Rawlings, un soldado, y Elizabeth Rawlings (nacida Jennings) de Alderney, una de las Islas del Canal. Nació el 20 de agosto de 1918. Fue la tercera de cinco hijos. Fue a una escuela católica para niñas en Alderney y después acudió a la Universidad de Bristol dónde estudió Inglés. Con 22 años, se casó con el dibujante Philip Roy Bennett (1907–1986), convirtiéndose de la Iglesia de Inglaterra al catolicismo. El matrimonio duró seis años; la pareja se separó en 1946, un año después del nacimiento de su único hijo Simon Bennett. Tras el divorcio, Bennett se mudó con su suegra y crio su hijo Simon.
En 1954, Bennett se matriculó en el Instituto de Arqueología en Londres (ahora Universidad Pública de Reino Unido o UCL) para estudiar un posgrado en Arqueología de las Provincias Romanas en el Oeste. Participó en las excavaciones dirigidas por Sheppard Frere, y dirigió dos excavaciones propias: una villa Romana cerca de Cox Green, Berkshire; y un templo romano-británico cerca de su casa en Bruton, Somerset. Entonces recibió un segundo diploma de posgrado en Arqueología palestina, el cual estudió con Kathleen Kenyon.

## Excavaciones edomitas
Después de completar su segundo diploma de posgrado, a Bennett la invitaron para unirse a la sesión final de Kenyon de excavaciones en Jericó en 1957–58, y posteriormente contribuyó al segundo volumen de la monografía de Kenyon. Entonces fue a trabajar con Peter Parr en Petra, Jordania (1958–1963), y después con Kenyon en Jerusalén (1961–1963).
Mientras trabajaba con Parr en Petra, Bennett se interesó por primera vez en los edomitas, que se convertirían en el foco de su carrera posterior. Realizó excavaciones en un sitio de Edom en Petra en 1958, 1960 y 1963. Fue aquí donde Bennett también comenzó su reputación de superar obstáculos logísticos considerables: el sitio estaba ubicado sobre uno de los picos más inaccesibles de Petra, Umm al-Biyara, y todos los suministros tenían que llevarse a la cumbre a mano o, de lo contrario, transportado por helicóptero. El trabajo de Bennett allí revisó significativamente la cronología previamente aceptada de los edamitas, colocándolos en el siglo VII a. C. en lugar del XIII. Posteriormente excavó los sitios edomitas de Tawilan (1968–70, 1982), cerca de Petra, donde Bennett descubrió la primera tableta cuneiforme encontrada en Jordania; Buseirah en el sur de Jordania (1971–74, 1980), identificada con la bíblica Bozrah, la capital del reino edomita; y varios sitios mineros alrededor de Wadi Dana y Wadi Faynan.